# Spettri (gruppo musicale)
Spettri, anche conosciuti come Gli Spettri oppure come Complesso gli Spettri, sono un gruppo musicale nato nel periodo del beat italiano ed evolutosi in seguito verso le sonorità del rock progressivo.

## Storia

### 1964-1969: Gli Spettri nella musica beat italiana
Gli Spettri nacquero nel 1964 per volere del cantante Ugo Ponticiello e del fratello chitarrista Raffaele. Come Complesso gli Spettri, nel 1966 pubblicarono tre split 7", uno con Danny e il suo complesso, che li vedeva con il brano Non mi lascerai e poi con i Telstars Non eri per me / I'm Feeling Love e Tu sei lontana / Come farei. Nello stesso anno seguì il singolo Cerchiamo di capire / La promessa edito per una piccola etichetta chiamata Saphir.
L'ultimo 7" uscì nel 1967 per la Dischi SBX con il titolo rivido di freddo / Non eri per me.
In questi anni la band si fece conoscere nell'ambito del beat italiano per le loro esibizioni scenografiche con le 4 bare sul palco e per l'utilizzo di un carro funebre come mezzo di trasporto strumenti

### 1970-1973: Spettri nel rock progressivo
Nel 1970 si unisce al gruppo l'organista Stefano Melani e, poco tempo dopo, il batterista Giorgio Di Ruvo.
In questo periodo, con l'avvento dell rock progressivo e con l'evoluzione verso una sempre maggior complessità della musica rock, gli Spettri evolsero nelle sonorità, spesso dividendo il palco con i Jumbo, Quella Vecchia Locanda, La nuova era, i New Trolls, Le orme ed il Banco del Mutuo Soccorso
Tra il 1970 e il 1971 la band incide il primo LP intitolato Spettri, che per problemi finanziari verrà pubblicato solo nel 2011 dalla Black Widow Records. I testi narrano di una seduta spiritica.

### 2011-in poi: La reunion
Grazie al successo riscosso dopo la pubblicazione del loro primo album, gli Spettri hanno inciso e fatto uscire nel 2015 il loro secondo lavoro, 2973 La nemica dei ricordi.
Durante il periodo precedente alla loro riscoperta discografica, gli Spettri si esibivano solo dal vivo, con composizioni proprie o cover.
Nel mese di aprile del 2020 all'età di 65 anni è deceduto il bassista Vincenzo Ponticiello.

## Ultima formazione
- Ugo Ponticiello (voce)
- Raffaele Ponticiello (chitarra)
- Stefano Melani (organo)
- Vincenzo Ponticiello (basso)
- Mauro Sarti (batteria)

## Discografia

### Album
- 2011 - Spettri (realizzato tra il 1970/1971, edito solo nel 2011)
- 2015 - 2973 La nemica dei ricordi

### Singoli ed EP
- 1966 - Non mi lascerai / In The Morning Split con Danny e il suo complesso
- 1966 - Tu sei lontana / Come farei Split con The Telstars
- 1966 - Non eri per me / I'm feeling love  Split con The Telstars
- 1966 - Cerchiamo Di Capire / La Promessa
- 1967 - Brivido di freddo / Non eri per me